# Australopsylla carinata
Australopsylla carinata är en insektsart som först beskrevs av Walter Wilson Froggatt 1900.  Australopsylla carinata ingår i släktet Australopsylla och familjen rundbladloppor. Inga underarter finns listade i Catalogue of Life.